# Le Journal d'Abbeville
Le Journal d'Abbeville est un hebdomadaire régional français fondé à Abbeville en 1812. D'abord titré Journal d'Abbeville puis Le Pilote de la Somme, il prend la dénomination de Abbeville libre après la Libération, le 3 septembre 1944. En 1992, il retrouve son titre d'origine, Journal d'Abbeville. Depuis 2001, le journal est la propriété du groupe Sud Ouest.
Diffusé principalement dans le département de la Somme, l'hebdomadaire couvre essentiellement l'actualité locale d'Abbeville et de son agglomération. Son tirage hebdomadaire moyen s'élève en 2024 à 4 900 exemplaires.
Le Journal d'Abbeville est l'un des plus anciens hebdomadaires de France encore diffusé, dans une région qui compte encore de nombreux titres de la presse hebdomadaire.
En 2025, Le Journal d'Abbeville est dirigé par Yann Defacque, succédant à Cynthia Lherondel. 

## Ligne éditoriale
Républicain, libéral, le journal soutient la candidature de Jacques Boucher de Perthes lors des élections législatives de 1848,. Dans les années 1860, le titre est classé dans la catégorie des journaux « impérialistes » par l'historien américain Gordon Wright, en tant que publication proche du tiers-parti. Lors des élections législatives partielles du 19 août 1888 dans la Somme, déclenchées suite au décès d'Albert Deberly, l'hebdomadaire soutient la candidature du général Boulanger,. Ce dernier remporte les élections avec 76 155 voix, contre 41 423 pour son adversaire.

## Histoire

### Le Journal d'Abbeville(1812-1846)
Le Journal d'Abbeville est fondé en 1812 par Charles-Alexandre Devérité, fils aîné de Louis-Alexandre Devérité, homme politique et imprimeur abbevillois, la ville d'Abbeville ayant obtenu par décret du 26 septembre 1811 le droit de publier une feuille périodique d'affiches, annonces et avis divers,. 
Le premier numéro est publié le 4 janvier 1812. Le 18 août 1814, Henri Devérité, frère de Charles-Alexandre Devérité, obtient l'autorisation provisoire de prendre la succession à la tête du journal, autorisation qu'il confirme en obtenant son brevet d'imprimeur en lettres le 1er septembre 1816,. 
Feuille périodique d'annonces consacrée aux avis judiciaires, aux ventes publiques et aux nouvelles locales, le journal est diffusé une à deux fois par semaine, selon la quantité d'informations, le samedi, et quelquefois le mercredi. Sous la direction de Henri Devérité, les articles du Franc-Picard, chroniques satiriques des mœurs locales attribuées à André de Poilly, sont insérées au journal,. En septembre 1821 par exemple, André de Poilly consacre une de ses chroniques aux guinguettes abbevilloises de sa jeunesse. 
D'abord intitulé Journal d'Abbeville ou feuille d'affiches, annonces et avis divers, du premier arrondissement de la Somme, il devient en 1813, Feuille d'annonces d'Abbeville, puis en 1820, Journal d'Abbeville, premier arrondissement de la Somme : Annonces judiciaires, commerciales et autres, sciences et arts, littérature, nouvelles, etc., et enfin, en 1839, Journal d'Abbeville et de l'arrondissement : Feuille politique, agricole, commerciale, littéraire et d'annonces.

### Le Pilote de la Somme(1846-1944)
Le 19 décembre 1843, Théodore Jeunet prend la tête du Journal d'Abbeville. Sous sa direction, le journal change de nom pour devenir le Pilote de la Somme, tandis que le rythme de parution évolue, passant en mai 1848 d'un hebdomadaire à un bihebdomadaire.
Le 6 juillet 1885, à la suite d'une polémique, le Baron Georges de Tully-Shoy, rédacteur en chef du Pilote de la Somme, affronte dans un duel à l'épée le rédacteur en chef du journal Le Ralliement. Ayant blessé son adversaire à la poitrine, le baron de Tully-Shoy sort vainqueur du combat. 
En juin 1918, le journal suspend temporairement sa publication « par suite des derniers événements survenus à Abbeville, où il paraissait ». En 1927, le docteur Léon Mabille, ancien chef-adjoint du cabinet du Ministre du travail et de l'hygiène, prend la direction du périodique et occupe la fonction de rédacteur en chef,,.

### Abbeville Libre(1944-1992)
Ayant continué de paraître pendant l'Occupation, Le Pilote de la Somme est interdit de publication à la Libération, en application de l’arrêté du Commissariat régional de la République à Laon du 3 septembre 1944. Les biens du journal sont mis sous séquestre par ordonnance du 30 décembre 1944 et un administrateur provisoire est nommé à la tête de l'hebdomadaire. Le 26 mars 1946, le tribunal civil d'Abbeville donne la mainlevée de ce séquestre.
Prenant la suite du Pilote de la Somme, le premier numéro d'Abbeville Libre paraît le 21 octobre 1944, un mois après la libération de la ville par les troupes polonaises. Se présentant comme « l'organe de la Résistance », Abbeville Libre appartient à la catégorie des « journaux de transition », qu'Yves Guillauma définit comme des publications devant « apporter les informations indispensables à la population concernant la nouvelle période qui s'ouvrait au département, au canton ou à la ville où [elles] étaient lancés ».
Le Journal d'Abbeville est acquis par le groupe de presse La Voix du Nord, qui dépose, le 16 janvier 1992, la marque Abbeville Libre auprès de l'INPI.

### Journal d'Abbeville(depuis 1992)
L'hebdomadaire devient dans les années 1990 la propriété du groupe Méaulle, ce dernier étant racheté par Ouest-France en 2001. Depuis cette date, le groupe Ouest-France édite le Journal d'Abbeville à travers la filiale Groupe actu.
En septembre 1998, Jean-Marie Le Pen attaque en justice pour diffamation un journaliste de la rédaction du Journal d'Abbeville, à la suite de la parution d'un article sur un débat organisé par le Parti radical de gauche sur le Front national, dans lequel l'auteur évoque les conditions d'enrichissement de Jean-Marie Le Pen. Le journaliste est licencié par la direction du groupe Méaulle, éditeur de l'hebdomadaire, ce qui déclenche une vive polémique : le Parti radical de gauche organise une manifestation de soutien, et, dans un communiqué de presse, accuse la direction du journal d'avoir capitulé devant le Front national, tandis que le Syndicat national des journalistes CGT dénonce un « licenciement inqualifiable », et appelle à la solidarité. Interrogée par le quotidien Le Monde, la direction du groupe Méaulle se défend de ces accusations, affirmant que « le journaliste n'a pas soumis son article à son rédacteur en chef et n'a pas vérifié ses informations », et écarte toute complaisance à l'égard du Front national.
Le site internet lejournaldabbeville.fr ferme en 2017, suite au lancement de la plateforme d'information Actu.fr par le Groupe actu. Cette plateforme est destinée à réunir les sites internet des 88 hebdomadaires régionaux et locaux de Groupe actu.

## Équipe rédactionnelle
| 1857 - 1881 ? | Florentin-Aimable Lefils    |
| 1881 ? - 1888 | Baron Georges de Tully-Shoy |
| 1927 - ?      | Docteur Léon Mabille        |

En 2025, la rédaction compte quatre journalistes, un rédacteur en chef et une éditrice.
| ? - 2002    | Christophe Lusseau |
| 2002 - 2021 | Dominique Delannoy |
| 2021 - 2024 | Cynthia Lherondel  |
| Depuis 2024 | Yann Defacque      |

## Maquette et rubriquage
La forme du journal évolue au fil du temps : publié à l'origine au format in-8°, il adopte en 1827 le format in-4°, et en 1835, le format in-folio,.

## Financement, publication et diffusion
Le Journal d'Abbeville et du Ponthieu-Marquenterre bénéficie des aides à la presse distribuées par l'État français, dans le but de favoriser la liberté de la presse, le pluralisme médiatique et la diffusion des titres sur le territoire. En 2023, le montant total des aides pour l'hebdomadaire s'élève à 27 541 euros, dont 26 256 euros d'aides directes et 1 286 euros d'aide exceptionnelle papier. En 2024, le montant des aides s'élève à 26 655 euros, dont 5 108 euros d'aide au pluralisme et 21 547 euros d'aide à l'exemplaire posté.
| Année | Total des aides | Diffusion annuelle (en exemplaires) |
| ----- | --------------- | ----------------------------------- |
| 2012  | 7 829 euros     | Non disponible                      |
| 2013  | 7 823 euros     | Non disponible                      |
| 2014  | 7 401 euros     | Non disponible                      |
| 2015  | 6 069 euros     | Non disponible                      |
| 2016  | 4 853 euros     | 313 272                             |
| 2017  | 4 839 euros     | 300 990                             |
| 2018  | 4 870 euros     | 300 805                             |
| 2019  | 4 708 euros     | 300 568                             |
| 2020  | 4 683 euros     | 297 714                             |
| 2021  | 5 174 euros     | 293 949                             |
| 2022  | 5 287 euros     | 271 867                             |
| 2023  | 27 541 euros    | 260 434                             |
| 2024  | 26 655 euros    | 254 843                             |

Le Journal d'Abbeville est diffusé principalement dans les régions d'Abbeville, Ailly-le-Haut-Clocher, Crécy-en-Ponthieu, Domart-en-Ponthieu, Flixecourt, Rue. En 2024, la diffusion moyenne du journal s'élève à 4900 exemplaires par semaine.
| Année | Diffusion totale payée | Diffusion totale (gratuits inclus) |
| ----- | ---------------------- | ---------------------------------- |
| 2012  | 6 653                  | 6 820                              |
| 2013  | 6 660                  | 6 814                              |
| 2014  | 6 555                  | 6 668                              |
| 2015  | 5 951                  | 6 239                              |
| 2016  | 5 735                  | 6 024                              |
| 2017  | 5 645                  | 5 788                              |
| 2018  | 5 686                  | 5 785                              |
| 2019  | 5 672                  | 5 780                              |
| 2020  | 5 662                  | 5 783                              |
| 2021  | 5 398                  | 5 653                              |
| 2022  | 5 058                  | 5 228                              |
| 2023  | 4 827                  | 5 008                              |
| 2024  | 4 656                  | 4 776                              |